# 海德兰 (勃兰登堡州)
海德兰（德語：Heideland）是德国勃兰登堡州易北-埃尔斯特县的一个市镇，总面积为31.74平方千米，2019年12月31日总人口501人。